# Groupe des Huit
Pour les articles homonymes, voir Groupe des Huit (homonymie).

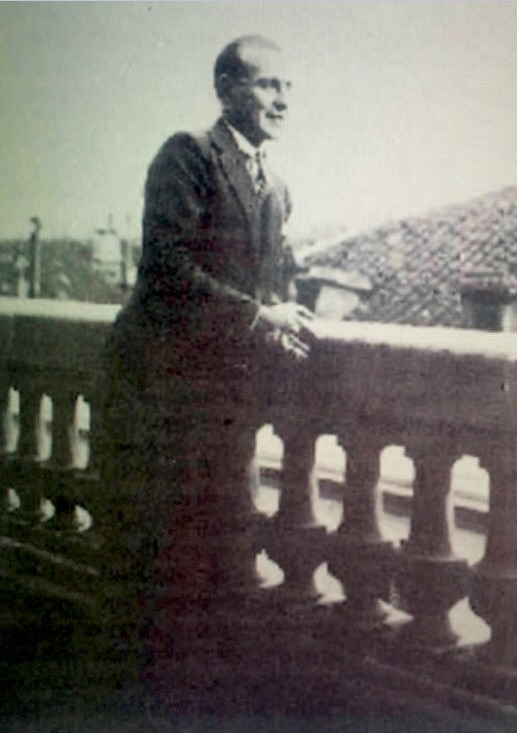
Gustavo Pittaluga.

Le Groupe des Huit (en espagnol : Grupo de los Ocho) rassemble des compositeurs et des musicologues espagnols. Il comprend :
- Ernesto Halffter
- Rodolfo Halffter (frère du précédent)
- Juan José Mantecón
- Julián Bautista
- Fernando Remacha
- Rosa García Ascot
- Salvador Bacarisse
- Gustavo Pittaluga

On y rattache également souvent deux autres figures : Jesús Bal y Gay et Adolfo Salazar.
Le groupe est fondé dans l'esprit du Groupe des Cinq et du Groupe des Six, en tant que coalition nationale de compositeurs. C'est une sorte d'équivalent musical à la Génération de 27. Il est né au début des années 1930 pour lutter contre le conservatisme dans la musique, dans l'esprit du parisien Groupe des Six. L'avènement de la guerre civile et de la dictature de Franco a mis fin à son existence.